# Domingo Tibaduiza
Domingo Tibaduiza (Domingo Tibaduiza Reyes; * 22. November 1949) ist ein ehemaliger kolumbianischer Langstreckenläufer.
Als Bahnläufer gewann er Gold über 10.000 Meter bei den Zentralamerika- und Karibikspielen 1974 sowie über 5000 Meter bei den Panamerikanischen Spielen 1975 und stellte zahlreiche Landesrekorde auf.
Zu Beginn der 1980er Jahre wechselte er auf die Marathondistanz. 1981 wurde er Zweiter beim Montreal-Marathon in 2:12:23. Im Jahr darauf wurde er Zweiter beim San-Francisco-Marathon und siegte beim Berlin-Marathon. 1983 wurde er Vierter beim Stockholm- und Achter beim New-York-City-Marathon.
Weitere Erfolge bei Straßenläufen sind Siege bei der Corrida Internacional de São Silvestre (1977), beim Darmstädter Stadtlauf (1978) und bei der Nacht von Borgholzhausen (1980).
Tibaduiza nahm viermal an Olympischen Spielen teil: 1972 in München schied er im Vorlauf über 10.000 Meter aus, 1976 in Montreal in den Vorläufen über 5000 und 10.000 Meter. 1980 in Moskau gab er im Vorlauf über 10.000 Meter auf und belegte im Marathon den 17. Platz, 1984 in Los Angeles schied er über 10.000 Meter im Vorlauf aus und erreichte beim Marathon nicht das Ziel.

## Persönliche Bestzeiten
- 3000 m: 7:50,02 min, 10. Juli 1978, Frankfurt	(kolumbianischer Rekord)
- 5000 m: 13:29,67 min, 16. August 1978, Zürich (kolumbianischer Rekord)
- 10.000 m: 27:53,02 min, 11. Juni 1978, Wien (kolumbianischer Rekord)
- Marathon: 2:11:21 h, 23. Oktober 1983, New York City